# Islands (musikalbum av Mike Oldfield)
Islands är ett album av Mike Oldfield, utgivet 1987. Bland gästmusiker på albumet finns bland annat av sångarna Bonnie Tyler, Kevin Ayers och Max Bacon. Även svenske Björn J:son Lindh finns med på instrumentallåten The Wind Chimes Part 2. Albumet släpptes i två versioner - en brittisk och en amerikansk. De två versionerna hade något skilda låtlistor.

## Låtlista
Samtliga låtar skrivna av Mike Oldfield.

### Brittisk version
1. "The Wind Chimes, Pt. 1-2" - 21:47
2. "Islands" - 4:20
3. "Flying Start" - 3:37
4. "North Point" - 3:33
5. "Magic Touch" - 4:14
6. "The Time Has Come" - 3:55
7. "When the Night's on Fire" - 6:40

### Amerikansk version
1. "The Wind Chimes, Pt. 1" - 2:31
2. "The Wind Chimes, Pt. 2" - 19:15
3. "Magic Touch" - 4:15
4. "The Time Has Come" - 3:53
5. "North Point" - 3:33
6. "Flying Start" - 3:38
7. "Islands" - 4:18

## Medverkande
- Mike Oldfield - gitarrer, keyboard, programmering
- Simon Phillips - trummor
- Pierre Moerlen - trummor, vibrafon
- Benoît Moerlen - percussion, vibrafon
- Björn J:son Lindh - flöjt, keyboard
- Rick Fenn - gitarrer
- Raf Racenscroft - saxofon
- Andy MacKay - saxofon, oboe
- Micky Moody - elgitarr
- Micky Simmonds - keyboards
- Phil Spalding - elbas
- Mervyn Spence - keyboards
- Tony Beard -  trummor
- Anita Hegerland - sång
- Bonnie Tyler - sång
- Kevin Ayers - sång
- Max Bacon - sång
- Jim Price - sång